# Suzzy Roche

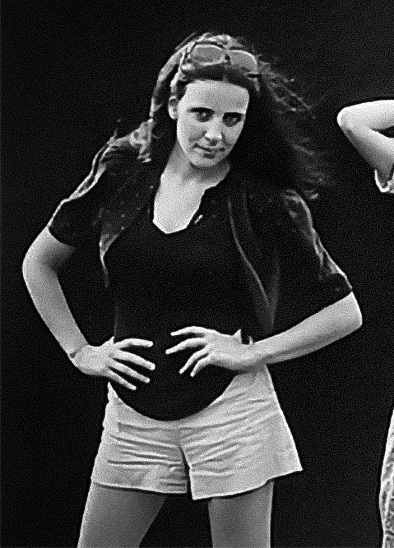
Suzzy Roche, 1980

Suzzy Roche (* 29. September 1956 in Park Ridge, New Jersey) ist eine US-amerikanische Singer-Songwriterin und Schriftstellerin.

## Leben
Roche bildete ab 1976 gemeinsam mit ihren älteren Schwestern Maggie und Terre die Gesangsgruppe The Roches. Neben den Veröffentlichungen mit The Roches nahm sie zwei Soloalben auf. Sie arbeitet mit der Wooster Group, einer Künstlergruppe aus New York City, die sich mit Theater, Tanz und Medienarbeit beschäftigt, und schrieb neben ihrer Musikerkarriere zwei Bücher.
Mit dem Musiker und Schauspieler Loudon Wainwright III hat sie die gemeinsame Tochter Lucy Wainwright Roche, die ebenfalls als Singer-Songwriterin tätig ist.

## Diskografie
- 1997 – Holy Smokes
- 2000 – Songs from an Unmarried Housewife and Mother, Greenwich Village, USA
- 2002 – Zero Church (mit Maggie Roche)
- 2006 – Why the Long Face? (mit Maggie Roche)
- 2010 – Fairytale and Myth (mit Lucy Wainwright Roche)
- 2016 – Mud & Apples (mit Lucy Wainwright Roche)
- 2020 – I Can Still Hear You (mit Lucy Wainwright Roche)

Als Bandmitglied siehe Diskografie The Roches